# Comuna Hașciv, Turka
Hașciv (în ucraineană Хащів) este o comună în raionul Turka, regiunea Liov, Ucraina, formată din satele Hașciv (reședința) și Lopușanka.

## Demografie
Componența lingvistică a comunei Hașciv
     Ucraineană (99,89%)
     Alte limbi (0,11%)
Conform recensământului din 2001, majoritatea populației comunei Hașciv era vorbitoare de ucraineană (99,89%), existând în minoritate și vorbitori de alte limbi.